# پتاسیم بنزوات
پتاسیم بنزوات (به انگلیسی: Potassium benzoate) یک ترکیب شیمیایی با شناسه پاب‌کم ۱۱۳۹۹ است. شکل ظاهری این ترکیب، سفید جامد است.